# لوستوك غرالام (تشيشير)
لوستوك غرالام (بالإنجليزية: Lostock Gralam)‏ هي قرية وأبرشية مدنية تقع في المملكة المتحدة في تشيشير. يقدر عدد سكانها بـ 2,317 نسمة .